# Aviatorske
Aviatorske (en ucraniano: Авіаторське) es un pueblo ucraniano perteneciente al óblast de Dnipropetrovsk. Situado en el centro del país, es parte del raión de Dnipró y parte del municipio (hromada) de Dnipró.

## Toponimia
El nombre del lugar en ruso es Aviatórskoye (en ruso: Авиаторское). 

## Geografía
Aviatorske se encuentra a unos 12 kilómetros al sureste de Dnipró. El aeropuerto internacional de Dnipró se encuentra en las inmediaciones.   

## Historia
Construida en la década de 1950 como ciudad militar número 45 para el personal de las Fuerzas de Defensa Aérea Soviética por prisioneros de guerra alemanes, la población y la infraestructura de la base aérea crecieron a medida que aumentaba su importancia. En él estaban estacionados los interceptores más modernos y, desde los años 1970, los MiG-25 para proteger la región del Dniéper como la región económica más importante de la RSS de Ucrania.    
A mediados de los años 1990, los militares abandonaron el lugar y entregaron la gestión a las autoridades civiles. El 5 de febrero de 2004, al antiguo sitio militar se le concedió oficialmente el estatus de asentamiento de tipo urbano llamado Aviatorske.En 2017, el pueblo pasó a formar parte del raión de Shevchenko del Dnipró.
Aviatorske fue parte del municipio de Dnipró hasta 2020, año en el que se hizo una reforma administrativa que redujo el número de raiones del óblast de Dnipropetrovsk a siete, y la ciudad pasó a ser parte del raión de Dnipró.En 2023, la localidad perdió el estatus de asentamiento de tipo urbano debido a la eliminación de este estatus administrativo.

## Demografía
La evolución de la población de Aviatorske entre 2005 y 2022 fue la siguiente:
| 2315                                                          | 2337 | 2403 | 2473 | 2576 |
| (Fuente: Cities & Towns of Ukraine y UKRAINE: Größere Städte) |      |      |      |      |

## Infraestructura

### Transporte
La carretera N-08 conduce al pueblo.